# Lillsjön (Sunnemo socken, Värmland, 664309-138600)
Lillsjön är en sjö i Hagfors kommun i Värmland och ingår i Göta älvs huvudavrinningsområde. Sjön har en area på 0,0842 kvadratkilometer och ligger 192,1 meter över havet.

## Delavrinningsområde
Lillsjön ingår i det delavrinningsområde (664374-138578) som SMHI kallar för Mynnar i Hyttälven. Medelhöjden är 245 meter över havet och ytan är 8,97 kvadratkilometer. Det finns ett avrinningsområde uppströms, och räknas det in blir den ackumulerade arean 24,09 kvadratkilometer. Sångesälven som avvattnar avrinningsområdet har biflödesordning 5, vilket innebär att vattnet flödar genom totalt 5 vattendrag innan det når havet efter 359 kilometer. Avrinningsområdet består mestadels av skog (92 procent). Avrinningsområdet har 0,09 kvadratkilometer vattenytor vilket ger det en sjöprocent på 1 procent.